# Mu’awija I
Mu’awija ibn Abi Sufjan (ur. 602, zm. 680) – założyciel dynastii Umajjadów, kalif 661–680. Jego ojcem był Abu Sufjan Ibn Harb, natomiast synem i następcą Jazid I.

## Życiorys
W 657 roku starł się z panującym kalifem Alim w bitwie pod Siffin. Do roku 660 piastował urząd namiestnika Syrii. Podczas panowania Alego sam ogłosił się kalifem. Za swą siedzibę obrał Damaszek.

## Opinie w islamie
W szerszych kręgach sunnickich Mu’awija I jest uznawany za postać kontrowersyjną, lecz pozytywną. Był on fundatorem sunnickiego kalifatu Umajjadów. Wystąpił przeciwko Alemu, chcąc ukarać zabójców Usmana. Według szyitów postać zdecydowanie negatywna. Tak jak uprzednio Aiszy zarzuca mu się otwartą rebelię przeciwko panującemu pierwszemu imamowi szyitów i ostatniemu z czterech kalifów prawowiernych Alemu, który ze śmiercią trzeciego kalifa nie miał nic wspólnego. Szyici odrzucają argument iż Mu’awija chciał jedynie pomścić nagłą śmierć Usmana, zwracając uwagę na fakt, iż gubernator Syrii zareagował na nią tylko po wyborze Alego jako kalifa, tak więc jego akcje były podyktowane animozjami wobec Alego i jego następców, a także chęcią przejęcia władzy, a nie dobrymi intencjami. Po śmierci Alego Muawija zerwał umowę z Hasanem (którego otruł) i nominował własnego syna Jazida jako następcę, co doprowadziło z kolei do śmierci drugiego syna Alego, Husajna w bitwie pod Karbalą. Z jego rozkazu ustanowiono przeklinanie Alego w każdym meczecie podczas piątkowych modłów, tradycję, która trwała do końca dynastii Umajjadów.